# Héroes de Fukushima
Los héroes de Fukushima, liquidadores de Fukushima o 50 de Fukushima  es el apodo colectivo por el que se conoció tanto a nivel mundial como por la población japonesa a los trabajadores de la central nuclear y el personal de emergencias, como bomberos y militares, encargados de minimizar los efectos y las graves consecuencias acaecidas tras el accidente nuclear de Fukushima I en Ōkuma, iniciado el día 11 de marzo de 2011 y provocado por un terremoto y posterior tsunami que tuvo lugar ese mismo día, con su epicentro localizado en el mar, frente a la costa de Honshu, 130 km al este de Sendai, en la prefectura de Miyagi, Japón.

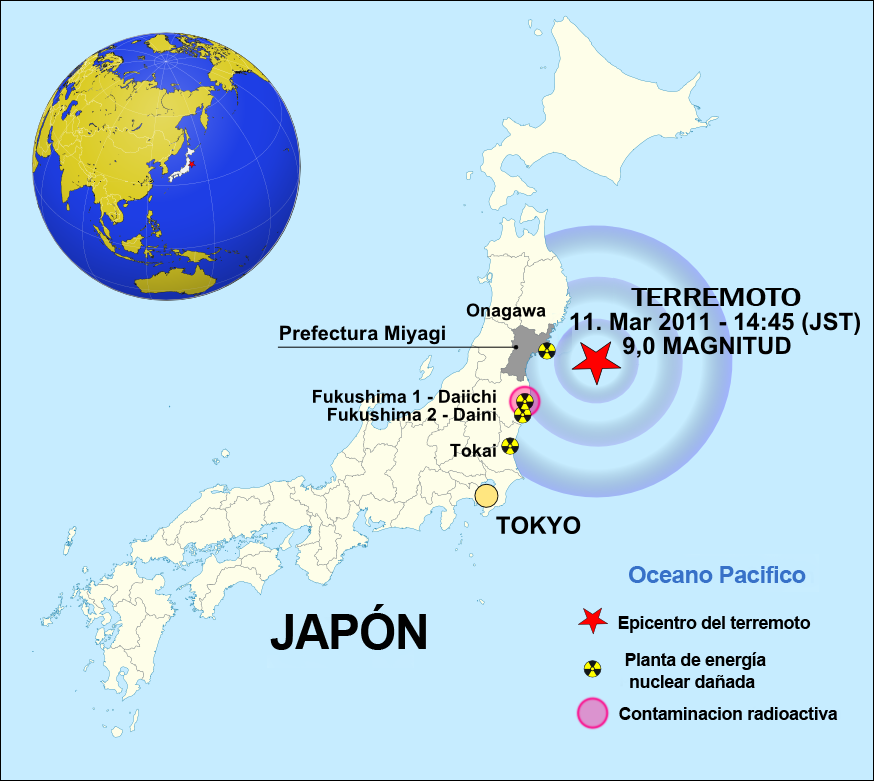
Mapa que muestra la proximidad de las centrales nucleares japonesas respecto al epcientro del terremoto y posterior tsunami.

## Miembros
En los primeros días de la catástrofe fueron unos 180 rotando en turnos de 50, hasta que se fueron ampliando a los aproximadamente 800 brigadistas.
Formaban parte de las brigadas de liquidadores:
- Trabajadores de la central de Fukushima.
- Ingenieros de la Tokyo Electric Power (Tepco).
- Ingenieros de empresas privadas como Toshiba y Hitachi.
- Bomberos.
- Militares.

## Cometido
Las brigadas tenían varias funciones, entre las que se encontraban, devolver la electricidad a la central, apagar los incendios que se declaraban en la misma, limpiar la zona de escombros, enfriar las piscinas de los reactores nucleares mediante el bombeo de agua desde tierra con camiones cisterna y por vía aérea, y el sellado de grietas por donde se filtraban las partículas radioactívas al mar y al aire.

## Equipamiento
Las personas que trabajaron en la central tenían que ir pertrechados con trajes protectores, máscaras y en algunos casos bombonas de oxígeno, para verse afectados los menos posible por la radiación, además de portar un medidor de radiación para poder abandonar la zona en cuanto los niveles de radiación fueran más altos de los permitidos legalmente.

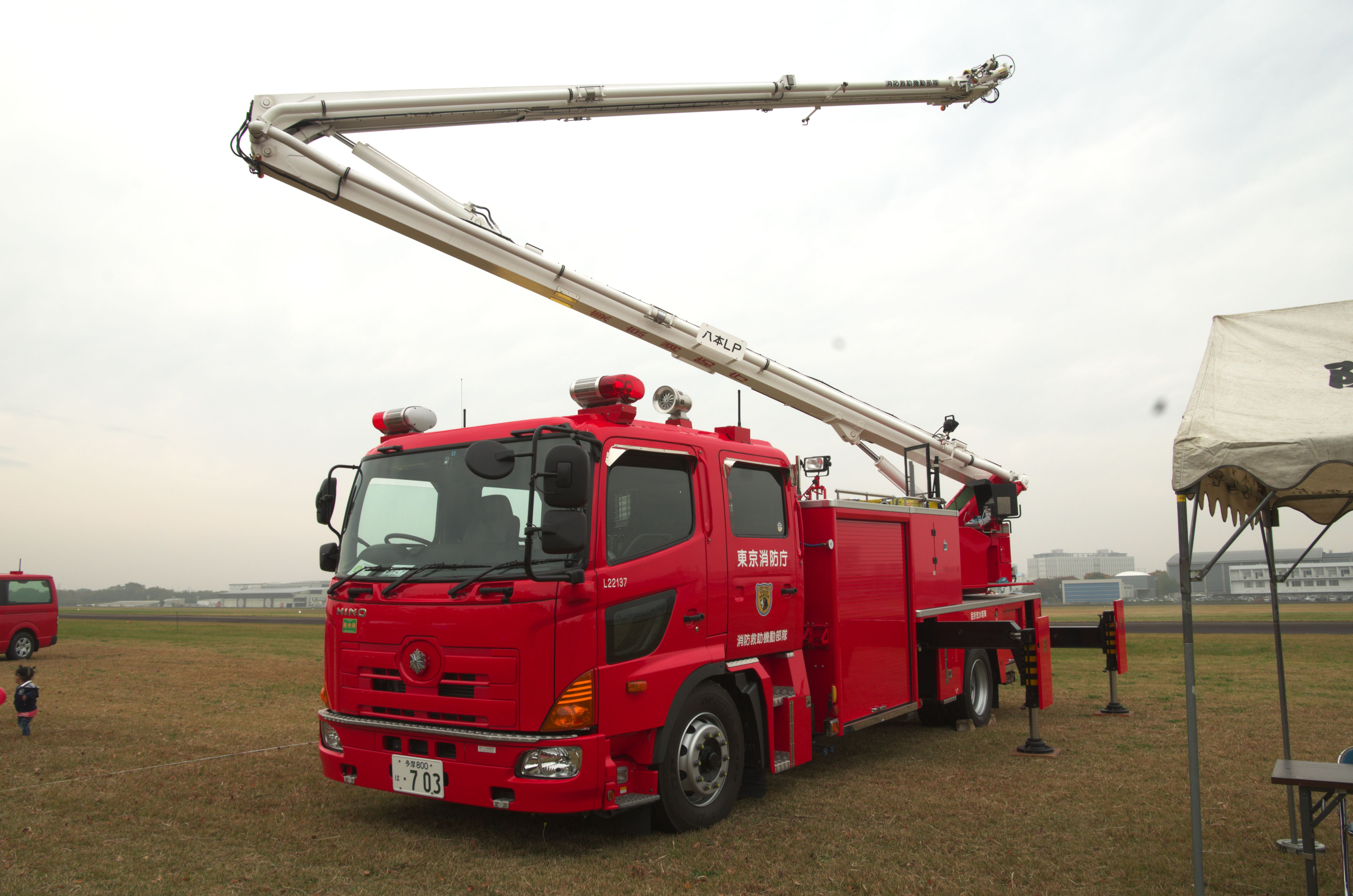
Camión de bomberos como los utilizados en las labores de extinción de incendios y de enfriamiento de las piscinas de los reactores nucleares de la central de Fukushima

## Premios y homenajes
El 7 de septiembre de 2011, los «héroes de Fukushima» fueron condecorados con el Premio Príncipe de Asturias de la Concordia por su «valeroso y ejemplar comportamiento».